# Wang Jianlin
Wang Jianlin (chinês: 王健林; pinyin: Wáng Jiànlín; nascido em 24 de outubro de 1954) é um empresário, político e filantropo bilionário chinês. Ele é o fundador do Dalian Wanda Group, a maior empresa de desenvolvimento imobiliário da China e a maior operadora de cinema do mundo. Ele é dono de 15% do clube de futebol espanhol Atlético de Madrid. Em 2016, Wang firmou um acordo com a FIFA para lançar a Copa da China, na qual as equipes nacionais de futebol competem na Ásia a cada ano. É o homem mais rico da China e está entre os 20 mais ricos do mundo.

## Biografia
Wang Jianlin nasceu em 24 de outubro de 1954, no condado de Cangxi, Guangyuan, Sichuan, China. Seu pai lutou pelo Exército de Libertação Popular de Mao Zedong durante a Grande Marcha (outubro de 1934 a outubro de 1935), e depois contra o Japão na Segunda Guerra Mundial.
Wang ingressou no Exército de Libertação Popular quando adolescente e serviu por 16 anos, antes de ser dispensado como oficial. Mais tarde, ele conseguiu um emprego em uma endividada promotora imobiliária afiliada ao porto nordeste da cidade de Dalian, no norte, desse modo, mudou o nome da empresa para Dalian Wanda e tornou-se gerente geral em 1992.
Nas duas décadas seguintes, Wang construiu 72 shopping centers, chamados "Wanda Plazas", conhecidos pelas lojas de departamento, prédios de escritórios e cinemas de sua empresa.
Ele é casado com Lin Ning (em chinês: pinyin: Lín Níng) e tem um filho, Wang Sicong (em chinês: pinyin: Wáng Sīcōng; nascido em 1988), educado no Winchester College e University College London, no Reino Unido. Atualmente, Wang Sicong é membro do conselho do Grupo Wanda e capitalista de risco na China através de seu fundo de private equity em Pequim, Prometheus Capital (普思 投资).
Em dezembro de 2015, Wang Jianlin comprou a 15ª Kensington Palace Gardens, Londres, por GB £ 80 milhões. A casa era habitada anteriormente pelo bilionário ucraniano Leonard Blavatnik.

Wang Jianlin está presente nas listas de bilionários de todo o mundo há anos. Em 2019, a Forbes o classificou como a 36ª pessoa mais rica do mundo, com US$ 12,3 bilhões.  Em agosto de 2013, ele foi listado como a pessoa mais rica da China, com um patrimônio líquido de US $ 14,2 bilhões pela Bloomberg.